# Buire-Courcelles
Buire-Courcelles is een gemeente in het Franse departement Somme (regio Hauts-de-France) en telt 284 inwoners (1999). De plaats maakt deel uit van het arrondissement Péronne.

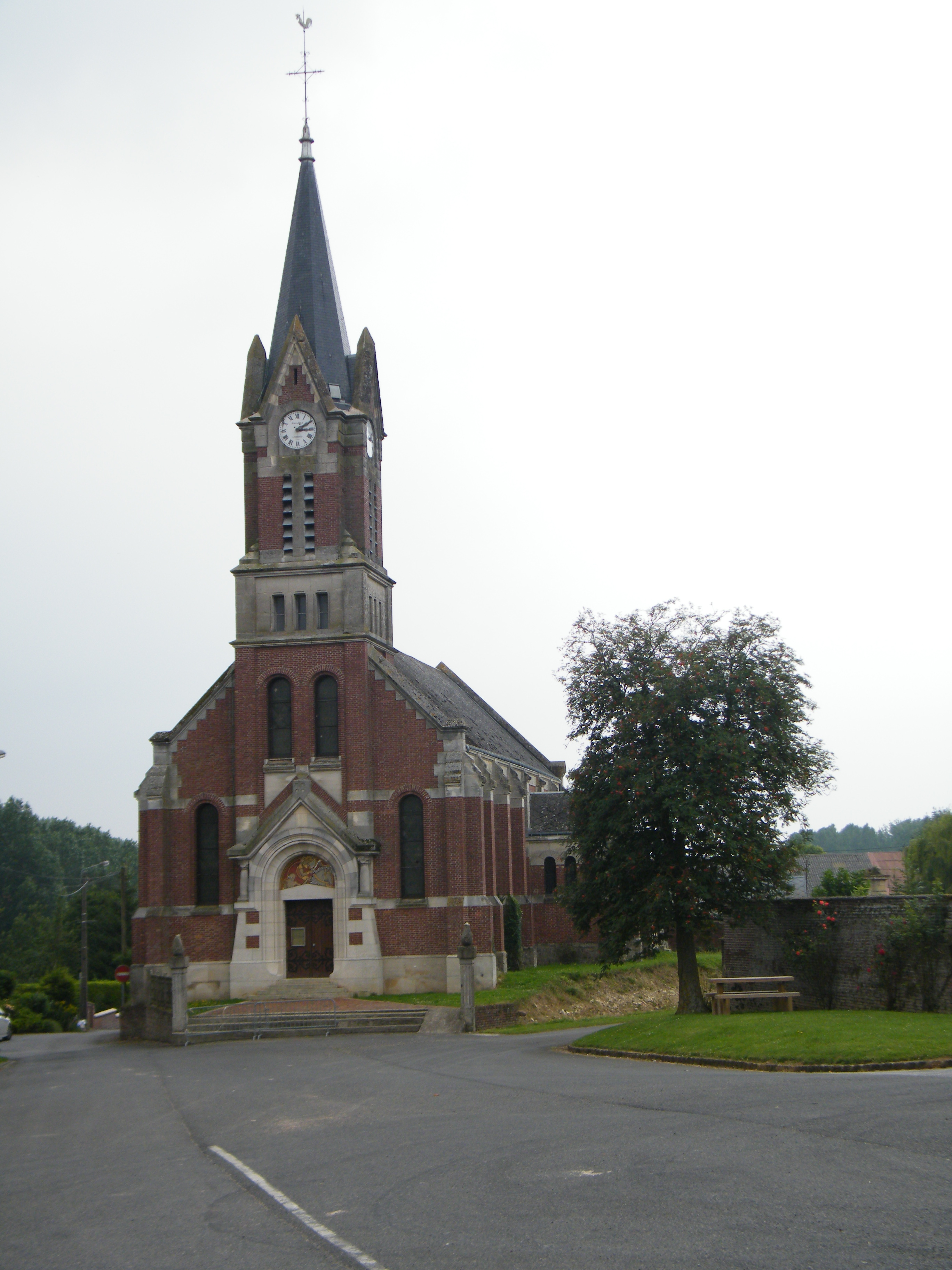
Kerk in Buire-Courcelles
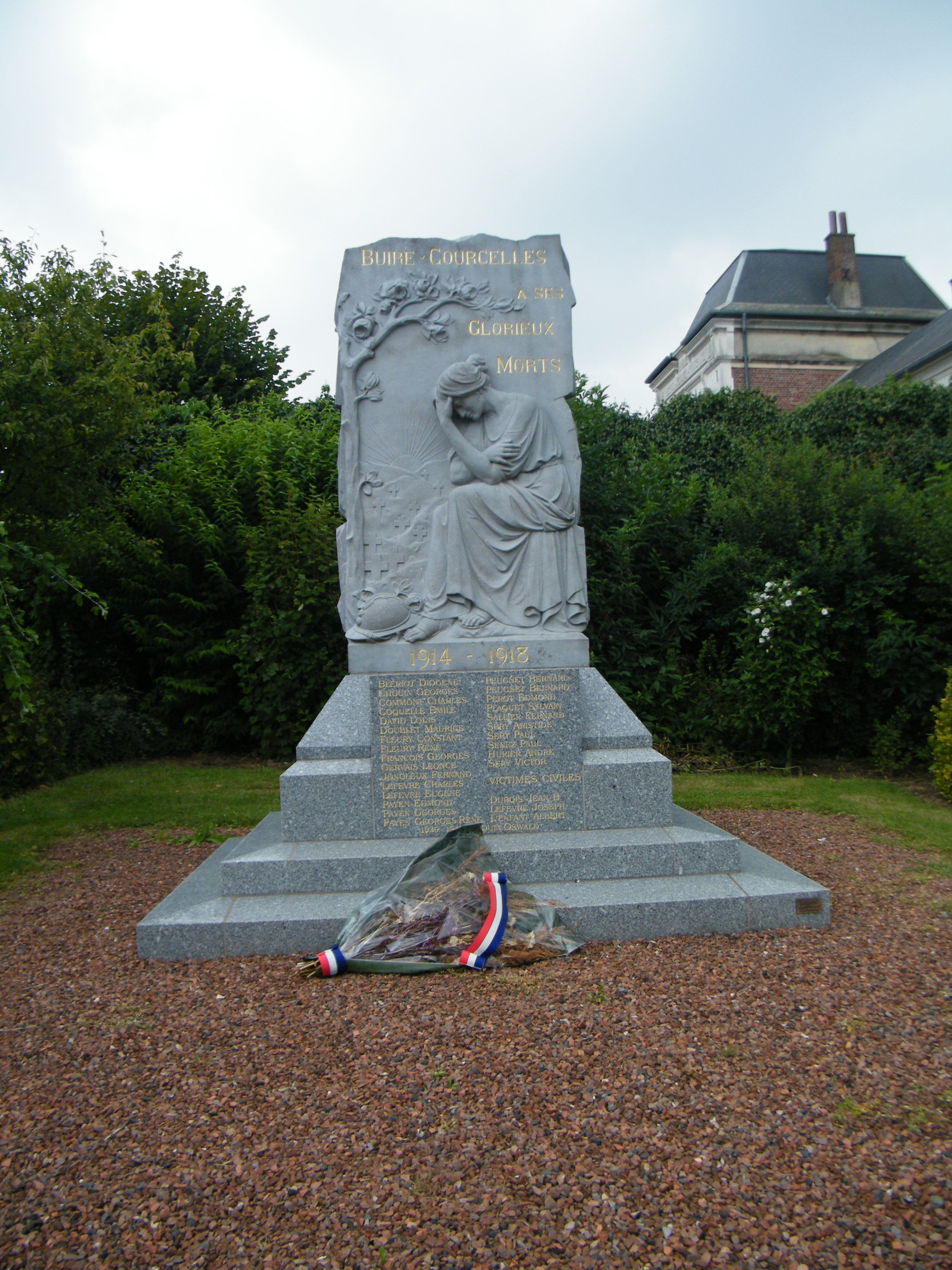
Oorlogsmonument

## Geografie
De oppervlakte van Buire-Courcelles bedraagt 7,9 km², de bevolkingsdichtheid is 35,9 inwoners per km².
De onderstaande kaart toont de ligging van Buire-Courcelles met de belangrijkste infrastructuur en aangrenzende gemeenten.

## Demografie
Onderstaande figuur toont het verloop van het inwonertal (bron: INSEE-tellingen).

## Geboren
- Axel Huens (2001), wielrenner